# Otto Riedrich
Otto Carl Wilhelm Riedrich (* 15. Dezember 1881 in Berlin; † 4. April 1959 in Berlin-Friedrichshain) war ein deutscher Schriftsteller.

## Leben und Wirken
Er war der Sohn des Arbeiters Friedrich Wilhelm August Riedrich. Nach dem Schulabschluss schlug er eine Verwaltungslaufbahn ein und wurde Bürovorsteher in Berlin. Bekannt wurde er als Schriftsteller u. a. von Kriegsbüchern und Jugendschriften mit Lebensbildern von NS-Größen wie Goebbels und Göring.

## Schriften (Auswahl)
- Jung Deutschlands Kriegsbuch. Beltz, Langensalza 1915.
- (mit Carl Meyer): Vom Kriege im Westen. Beltz, Langensalza [1916]
- (mit Carl Meyer): Vom Kriege im Osten. Beltz, Langensalza [1916]
- Ich scheue keine Mühsal. In: Hausbücher für Sachsen. 2. Jg., Heft 2 (Februar 1921), S. 1.
- (Hrsg.): Menzel auf Reisen. Volksverband der Bücherfreunde Wegweiser-Verlag, Berlin 1923.
- Gudrun. Reutlingen [1924].
- Keramik und deutsche Baukunst. Berlin 1925.
- Dr. Joseph Goebbels. Frankfurt a. M. [1933].
- Hermann Göring. Frankfurt a. M. 1934.